# Fityma-helyreállítás
A fityma-helyreállítás olyan eljárás, melynek során a pénisz bőrét megnyújtják a fityma rekonstruálása érdekében, ha az körülmetélés során vagy sérülés miatt eltávolításra került. A fityma helyreállítását általában nem sebészi úton valósítják meg úgy, hogy a visszamaradt bőrt nyújtják, de sebészi módszerek is léteznek.

## Története
A fityma-helyreállítás története ókori eredetű, és Tibériusz császár uralkodására nyúlik vissza. Ekkor sebészi úton hosszabbították meg olyanok fitymáját, akiknek vagy rövid volt az előbőrük, amely így nem takarta be teljesen a makkot, vagy körülmetélés miatt az teljesen szabadon volt. A klasszikus görög és római társadalmakban illetlenségnek számított, ha a makk látszódott, mert ez nem felelt meg a hellének idealizált meztelenségfelfogásának.
A rövid fitymájú férfiak egy „kynodesme” nevű szalaggal megkötötték a fitymát a makk előtt, vagy egy karikát tettek rá, hogy a makk ne látszódjon ki. Ennek a társadalmi stigmának a következményeként az ókori Rómában élő zsidók egy része a fityma-helyreállító műtét egy korai változatát, az „epispasm” módszert alkalmazta. A második világháború során az európai zsidók egy része újból a fityma helyreállítása felé fordult, hogy elkerülje a náci üldöztetést.

## Nem sebészeti módszerek

### Szövetnyújtás

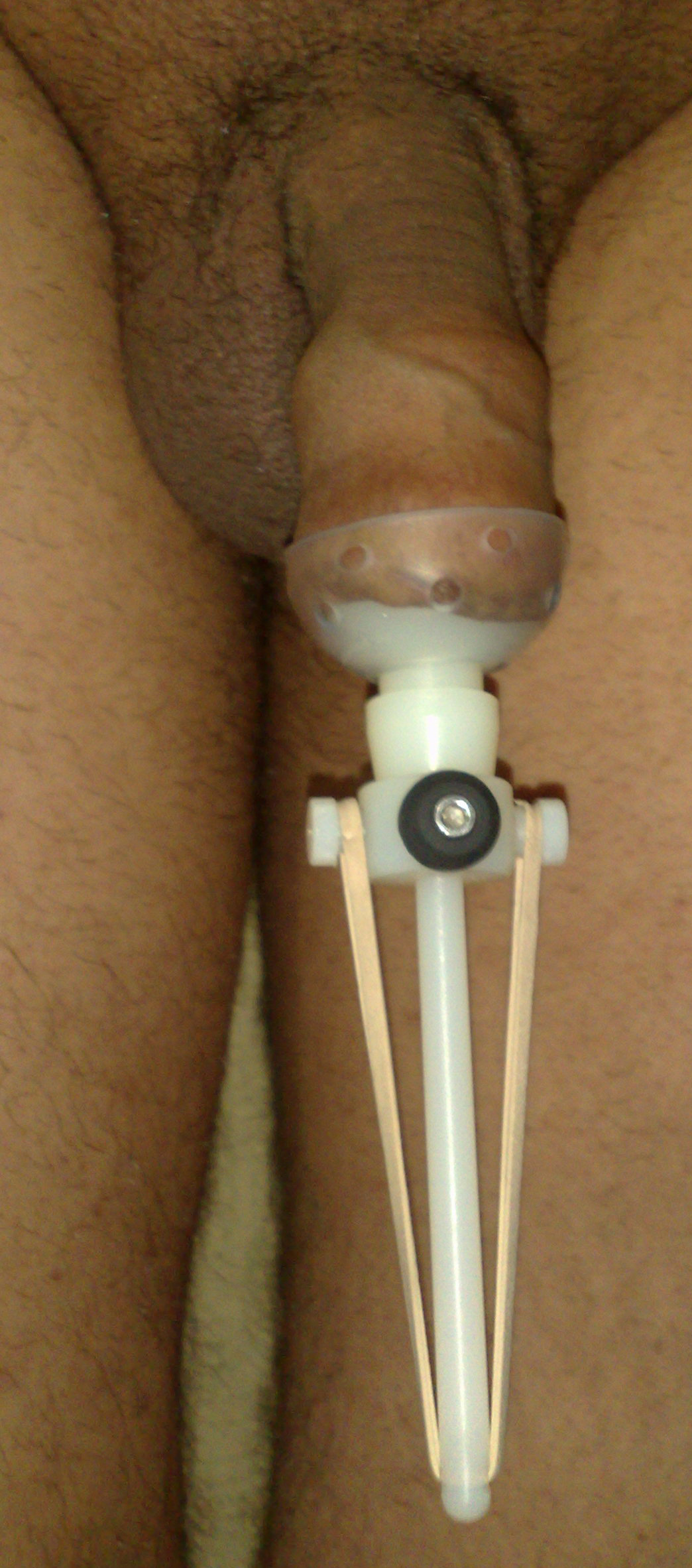
A Dual tension restorer (kettős feszítésű helyreállító) készülék egy körülmetélt péniszen, nem sebészeti úton történő fityma helyreállítás céljából

A fityma helyreállítására a szélesebb körben alkalmazott nem sebészeti módszer a szövetnyújtás. Mind a hímvessző szárának külső bőre, mind a belső nyálkahártyabélés is nyújtható, amennyiben maradt belőle a körülmetélés után.
Régóta ismert, hogy a bőrszövet nyújtása elősegíti a mitózist és kutatások szerint az így újraalkotott emberi szövet az eredeti szövet tulajdonságaival bír. A hagyományos szövetnyújtási módszerektől eltérően, a fityma nem sebészeti úton történő helyreállítása több évig is eltarthat. A szükséges idő függ a nyújtható bőr mennyiségétől, attól, hogy mennyi bőrt szeretne elérni az illető a folyamat végén és a felhasznált nyújtási módszerektől is. Türelemre és kitartásra van szükség, amelyben a támogató csoportok segítséget nyújthatnak (lásd a További információk c. fejezetet).
A bőr nyújtását informálisan gyakran „tugging”-nak, magyarul kb. húzásnak/vontatásnak nevezik ezekben a csoportokban, különösen az interneten.

#### Módszerek és eszközök
A szövetnyújtási módszer alkalmazásakor a megmaradt péniszbőrt előre húzzák a makkra, és a feszességet vagy kézi úton, vagy egy fitymahelyreállító eszköz segítségével tartják fenn.
A kézi módszereket gyakran használják azok a férfiak, akik először kezdenek bele a helyreállításba, de később is használhatóak a helyreállítási folyamat bármely szakaszában. Ilyenkor a helyreállítást végző személy kézi úton tartja fenn a feszességet úgy, hogy a bőrt az ujjaival feszesen tartja a különböző ujjelhelyezési variációk valamelyike szerint.
Az (angol nyelvű, online) kereskedelemben kapható továbbá számos kifejezetten fityma helyreállításra szánt eszköz, amelyek ragasztószalaggal vagy anélkül tartják meg a bőrt. Ezek feszessége súlyok, rugalmas szalagok vagy felfújható ballon segítségével szabályozható, vagy ezen módszerek kombinációjával. A rugalmas szalagok használatának egyik példa eszköze a T-Tape (T-ragasztószalag) módszer, amit az 1990-es években fejlesztettek ki azzal a céllal, hogy a helyreállítás gyorsabban megvalósítható legyen. 2009-ben bemutatásra került a helyreállító közösség számára a Reverse Taping Method (Fordított Ragasztószalag Módszer), az RTM, amely helyreállítja a fitymát az érintetlen megjelenésre sok esetben 2 éven belül és a közösség az életmódjába könnyen beilleszthetőnek találta. Az RTM szinte bármely típusú ruhadarab alatt észrevétlenül hordható, legyen az melegítőnadrág vagy úszónadrág és az a lehetőség, hogy lehet vele vizelni és bőrápoló krémeket alkalmazni a használat közben nagyon egészséges és gyors módszerré tette.
A felfújható eszközökkel végzett szövetnyújtás az utóbbi években szerzett népszerűséget a www.restoringforeskin.org fórumán lévő férfiak körében. A felfújással működő módszer használata során a makk és a ráhúzott bőr közötti terület lezárásra kerül egy csíptető eszközzel (általában babacumit alkalmaznak) és vagy a bőrt fújják fel, vagy egy bőr alá tett ballont. Ez körkörösen nyújtja a bőrt, amelyről úgy tartják, hogy elősegíti a mitózist. Az ezen módszert alkalmazó férfiak gyors helyreállító bőrnövekedésről számolnak be és különösen úgy gondolják, hogy a belső bőr (nyálkahártya) növekedésének ösztönzésére előnyösen hat. Ezen szövetek nélkülözhetetlenek a fityma síkosító funkciójának helyreállításához.

#### Óvintézkedések
A feszítés mértékét minden módszernél úgy kell beállítani, hogy ne okozzon sérülést, fájdalmat vagy kényelmetlenség érzést és ez az új bőr növesztési sebességének korlátja. Fennáll a komoly szöveti sérülés veszélye, ha a feszítés mértéke eltúlzott vagy túl hosszú ideig kerül alkalmazásra.
A témával foglalkozó oldalak javaslatai az időtartam vonatkozásában eltérnek: onnantól, hogy mérsékelt feszítést alkalmazzunk napi több órán keresztül, odáig, hogy erőteljesebb feszítést alkalmazzunk napi néhány percre, mint a kézi módszereknél.

### Visszatartó eszközök
Új bőr növesztése helyett, vagy ameddig nem nőtt elég bőr a szövet nyújtás révén, a férfiak egy része azt választja, hogy egy visszatartó eszközzel a makkon tartja a megmaradt bőrt, ha ez lehetséges, hasonlóan az ősi görög "kynodesme"-hez. A makkot eredetileg nyálkahártya fedi, amíg a körülmetélésnél el nem távolítják a fitymát, így a visszatartási módszerek célja a makk védő borításának biztosítása.
Ha a megmaradt bőr nem elégséges arra, hogy a makkot fedje, az illető használhat az interneten beszerezhető mesterséges makkot fedő anyagot. Kétféle mesterséges makkvédő borítás kapható: latex műfityma amely a makkot nedvesen tartja, valamint egy fehérnemű, amely a péniszt egy kétrétegű, puha anyagból készült "kapucniba" csomagolja, ezáltal minimalizálva a makkot érő súrlódást.

## Sebészeti technikák

### Fityma rekonstrukció
A fityma helyreállítását szolgáló műtéti módszereket fityma rekonstrukciónak nevezzük. Ezek során általában bőrt ültetnek át a pénisz makkhoz közelebbi disztális oldalára. Az átültetett bőr általában a herezacskóról származik, amely a péniszhez hasonlóan simaizom szöveteket tartalmaz.
Az egyik módszer négy lépésből áll, és a pénisz szárát egy időre a herezacskóba temetik be. Az ilyen technikák költségesek és nem mindig járnak a kívánt eredménnyel, vagy súlyos komplikációk alakulhatnak ki az átültetett bőrrel kapcsolatban. A fitymafék (frenulum) is helyreállítható.
Paul Tinarit, a kanadai Brit Columbia lakosát 8 éves korában lefogták és körülmetélték, amelyről azt nyilatkozta, hogy ez akkoriban a bentlakásos iskolákban rutin büntetésnek számított maszturbálásért. Jogi eljárást követően Tinari sebészeti fityma helyreállítását fedezte a Brit Columbiai Egészségügyi Minisztérium. Kanadában ez volt az első ilyen műtét és a plasztikai sebész a fent leírthoz hasonló módszert használt.

### A fityma újraalkotása
Az utolsó két évtizedben figyelemreméltó eredmények születtek a regeneratív orvoslásban. Több működő testrészt és szervet sikerült újraalkotni.
Újabban növekvő érdeklődés mutatkozik a regeneratív orvoslás iránt, az emberi fityma újraalkotásának eszközeként. Ez a lehetőség a fityma helyreállítástól eltérően azt eredményezné, hogy valódi emberi fityma lenne létrehozható. A regeneratív orvoslás úttörői között találjuk dr. Anthony Atalát, a Wake Forest Institute of Regenerative Medicine (WFIRM) részéről. Dr. Atala sikeresen alkotott újra egy működő nyúl péniszt, de emberi péniszt még nem alkottak újra.
2010 elején megalakult a Foregen, egy olasz civilszervezetet, amely elkötelezett abban, hogy egy klinikai kísérletet támogasson, melynek célja az emberi fityma újranövesztése az extracelluláris mátrix segítségével, annak reményében, hogy végül ingyenes helyreállítást ajánlhassanak a körülmetélt férfiak számára.
A Foregen jótékony adományokra szorul, hogy kutatásait megvalósíthassa. 2010 végére kitűztek egy klinikai kísérletet, de nem kaptak elég adományt, hogy ez megvalósulhasson. A szükséges adományok 2012 júniusára folytak be és ekkor szereztek egy labort és együttműködést kötöttek biokémikusokkal, valamint a regeneratív orvoslás szakértőivel. Az első klinikai kísérletük eredményeit 2013-ban publikálták és készülnek az emberkísérletekre. Az első emberi alanyokon történő kísérletek legkorábban 2019-ben valósulhatnak meg.
A tervezett módszer szerint a pácienst elaltatnák a műtét idejére. A pénisz bőrét megnyitnák a körülmetélési hegnél és a hegesedett szövetet műtéti úton eltávolítanák. A seb mindkét oldalára egy biomedikális oldatot vinnének fel, amely azt okozná hogy a fityma újranövekedne a páciens saját sejtjeinek DNS információjával. Egy biológiailag lebomló "állványzat" (egy elhunyt emberből származó, sejtektől megtisztított fityma sejtrács) tartaná a növekvő fitymát. Bár a közösségi fórumok segítették az ezen módszerrel kapcsolatos jelenlegi eszközök és akadályok megvitatását, tudományos és orvosi intézményeket és biomérnöki cégeket kell bevonni, hogy professzionális és jelentőséggel bíró vita és akcióterv jöjjön létre.
A fityma újraalkotás a laborban növesztett péniszekhez (a teljes pénisz újraalkotása) hasonlóan nagyon hamar elérhetővé válhat.
2014-ben azt jelentették be, hogy 5 éven belül lehetséges lehet az eredeti bejelentéstől számítva. Nem tisztázott, hogy egy helyreállított fityma, amely teljesen fedi a makkot, gátolja-e, hogy egy sejtrács "állványzatot" rögzítsenek a péniszre és ezután újranövesszék a fitymát.
A fityma újraalkotás jelenleg kizárólag kísérleti szakaszban van. Hangsúlyozni kell, hogy a mai napig emberi fityma még nem került újraalkotásra és nem is lett rárögzítve egy ember testére. Nem lehet garantálni, hogy a fityma újraalkotás valaha sikeres lesz.

## Eredmények

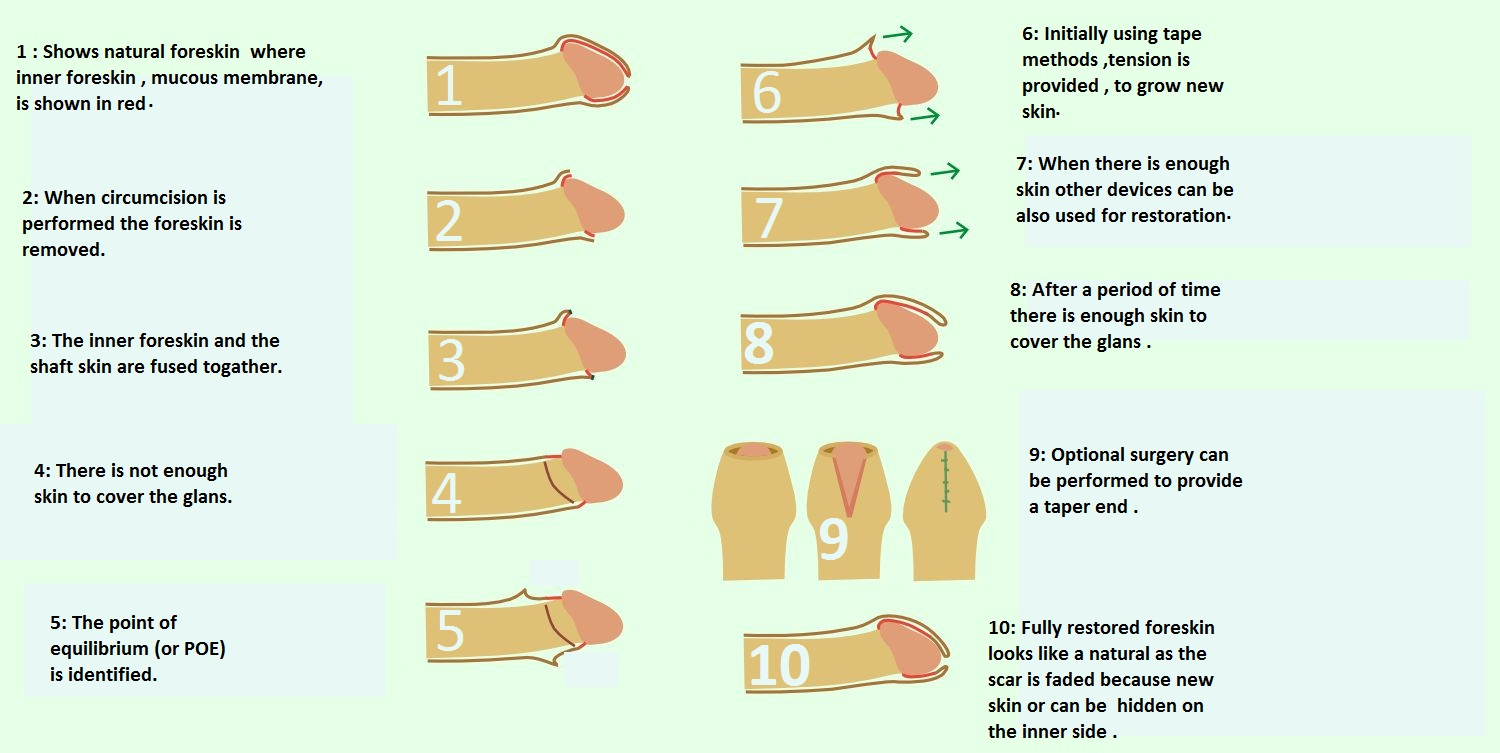
A nem sebészeti úton történő fityma helyreállítás fázisai

### Az időszükséglet
A fityma nem sebészeti helyreállításhoz szükséges idő függ a folyamat megkezdésekor rendelkezésre álló bőr mennyiségétől, az illető elkötelezettségének mértékétől, a használt módszerektől, a test természetes formálhatóságától és az egyén által kívánt fityma hosszától.
A sebészeti helyreállítás eredményei azonnaliak, de sokszor nem kielégítőek és a legtöbb helyreállítással foglalkozó segítő csoport a műtét ellen érvel.

### Testi vonatkozások
A helyreállítás egy fitymához hasonló előbőrt hoz létre, de a körülmetéléskor eltávolított specializált szöveteket nem lehet visszanyerni. Különösen ilyen az idegekkel sűrűn átszőtt "gyűrődött szegély" (angolul ridged band, latinul cingulus rugosus), amely a fityma fordulópontjánál veszi körbe a péniszt és más funkciók mellett segíti a makk körüli összezáródást. Léteznek sebészeti módszerek arra, hogy a nyílás méretét csökkentsék, miután a fityma helyreállítása befejeződött (amint a fenti képen látható), vagy kiváltható a szövetnyújtás melletti hosszabb ideig tartó elköteleződéssel, melynek során több bőr gyűlik össze a csúcsnál. A körülmetélési heg rejtetté válik, amikor a pénisz szárának bőre elkezd ráncosodni, ezzel utánozva a fityma normál működését és megjelenését.
Az érintetlen fityma simaizom szövetből,) nagy vérerekből, külső bőrből és belső nyálkahártyából áll és idegekkel sűrűn átszőtt.
Az érintetlen fityma három fő részből áll a vérereken, idegeken és az kötőszöveteken kívül: bőrből, amely kívülről látható, nyálkahártyából, amely a makkal érintkezik petyhüdt állapotban és a fityma csúcsában található izomgyűrűből.
Általában a nyújtás hatására a bőr készségesebben nő, mint a nyálkahártya. Az izomgyűrű, amely normál esetben zárva tartja a fitymát, teljesen eltávolításra kerül a körülmetélések többségében és nem növeszthető újra, így a nyújtó technikák által létrejövő bőrnyílás általában lazább, mint az érintetlen fityma esetén.
Ennek ellenére néhány megfigyelő szerint nehéz megkülönböztetni egy helyreállított fitymát egy eredetitől, mivel a helyreállítás egy "majdnem érintetlen" kinézetű fitymát eredményez.
A nem sebészeti úton történő fityma helyreállítás nem állítja vissza a fitymaféket és a gyűrődött szegélyt, amelyek a körülmetélés során eltávolításra kerültek. Bár nem gyakran alkalmazzák, léteznek korrekciós "szépítő" műtétek, amik a helyreállított fitymán újraalkothatják a fitymafék és a szegély működésének egyes részeit.
A fityma helyreállítás célja a körülmetélés során eltávolított szövet egy részének pótlása, valamint a makk fedettségének biztosítása. Kutatások szerint a fityma a pénisz bőrének és nyálkahártyájának a felét teszi ki.
A férfiak egy részénél a fityma helyreállítás enyhítheti a körülmetélésnek tulajdonított egyes problémákat. Ilyen problémák a feltűnő hegesedés (33%), az elégtelen mennyiségű megmaradt bőr a kényelmes erekcióhoz (27%), az erekciós görbület a nem kiegyensúlyozott bőrveszteség miatt (16%), valamint a vérzés/fájdalom az erekció/kezelés során. Ez a kutatás rákérdezett a fityma helyreállítás ismertségére/alkalmazására és tartalmazott egy nyitott megjegyzés rovatot. Sok válaszadó és a feleségeik jelezték, hogy a helyreállítás megoldotta a körülmetélt pénisz természetellenes szárazságát, amely dörzsöléshez, fájdalomhoz vagy vérzéshez vezetett közösülés közben, és hogy a helyreállítás egyedülálló élvezetet nyújtott, amely növelte a szexuális intimitást.
Egy férfi jelezte, hogy a fityma hiánya miatt nagymértékben veszített a makkja az érzékenységéből. A helyreállítást vállaló férfiak egy része láthatóan simább makkról számol be, melyet némelyikük annak tulajdonít, hogy a helyreállítást követően csökkent a szarusodás mértéke.

### Érzelmi, lélektani és pszichiátriai vonatkozások
A fityma helyreállítása beszámolók szerint kedvező érzelmi hatása van a férfiak egy részénél, és javasolták azon férfiak számára, akik negatív érzéseket táplálnak a saját körülmetélésükkel kapcsolatban, amelyről valaki más döntött csecsemőkorukban.

## Szervezetek
A 20. század vége óta különböző csoportok alakultak, különösen Észak Amerikában, ahol a körülmetélést rutinszerűen végezték a csecsemőkön.
1982-ben a Egyesült Testvériség a Jövőbeli Fitymákért (Brothers United for Future Foreskins, BUFF) csoport publikálni kezdett a nem sebészeti helyreállításról
1989-ben a Helyreállító Férfiak Nemzeti Szervezete (National Organization of Restoring Men, NORM) az USA-ban alakult meg nonprofit támogató csoportként olyan férfiak számára, akik vállalkoznak a fityma helyreállítására. 1991-ben megalakult a Körülmetéletlenítő Információs és Erőforrás Központok (UNCircumcising Information and Resource Centers, UNCIRC) amely belépett a NORM-ba 1994-ben.
A NORM több csoportja alakult meg az Egyesült Államokban és más országokban is: Kanadában, az Egyesült Királyságban, Ausztráliában, Új Zélandon és Németországban. Franciaországban két szervezet is alakult: az "Association contre la Mutilation des Enfants" AME (Szövetség a gyermekcsonkítás ellen), és később a "Droit au Corps" (testhez való jog)